# Victor Borge
Børge Rosenbaum (Copenhague, 3 de enero de 1909-Greenwich, 23 de diciembre de 2000), más conocido por su nombre artístico Victor Borge,fue un pianista y comediante danés-estadounidense, conocido por su combinación de música y humor, que incluía juegos de palabras, sátira y comedia física. Desde temprana edad mostró un talento excepcional para el piano, lo que lo llevó a estudiar en el Conservatorio de Música de Copenhague y posteriormente en Viena y Berlín. Sin embargo, descubrió su capacidad para la comedia y comenzó a desarrollar un estilo que ridiculizaba la solemnidad del mundo musical sin perder el respeto por la música.
De ascendencia judía, Borge satirizaba a Adolf Hitler en sus presentaciones y se encontraba en Estocolmo cuando Alemania invadió Dinamarca en 1940. Ese mismo año emigró a Estados Unidos, donde inició su carrera en la radio en 1941 y en 1945 debutó en el Carnegie Hall. Su espectáculo unipersonal Comedy in Music (1953-1956) tuvo 849 funciones en Broadway, estableciendo un récord para un show en solitario. Entre sus rutinas más populares destacaban la «puntuación fonética», en la que reemplazaba los signos de puntuación por sonidos, y el «lenguaje inflado», que alteraba palabras incluyendo números ascendentes en su pronunciación.
Además de su carrera artística, en 1963 fundó la organización Thanks to Scandinavia, que otorgaba becas a estudiantes escandinavos en agradecimiento por la ayuda brindada a los judíos durante el Holocausto. Escribió varios libros junto con Robert Sherman, como My Favorite Intermissions (1971) y Victor Borge’s My Favorite Comedies in Music (1980). A lo largo de sus más de siete décadas de trayectoria, recibió numerosos reconocimientos, incluyendo el Kennedy Center Honor en 1999.

## Primeros años
Hijo de Bernhard y Frederikke Rosenbaum, su padre era violinista de la Orquesta Real de Dinamarca; y su madre tocaba el piano, era afectuosamente conocido como el Gran Danés. Al igual que su madre, Borge empezó a tomar clases de piano a los dos años, e inmediatamente fue claro que se trataba de un niño prodigio. Dio su primer recital de piano a los ocho años y en 1918 se le otorgó una beca completa para la Real Academia Danesa de Música, en donde estudió con  Olivo Krause. Más tarde tomó clases con  Victor Schiøler, Frederic Lamond (alumno de Liszt) y Egon Petri (alumno de Busoni).

## Trayectoria profesional
Borge ejecutó su primer gran concierto en 1926 y luego de unos años como concertista clásico, comenzó con sus famosas rutinas humorísticas, siempre acompañadas por su piano. Se casó con Elsie Chilton en 1933, el mismo año en que inició su actividad como comediante, realizando extensas giras por Europa, en las que comenzó a hacer bromas antinazis.
Cuando Alemania invadió Dinamarca, en la Segunda Guerra Mundial, Borge estaba dando un concierto en Suecia, y pudo escapar a Finlandia. Después viajó a Estados Unidos en el USS American Legion, el último barco neutral en zarpar de Petsamo, Finlandia, y finalmente llegó en agosto de 1940, con 20 dólares en el bolsillo (en moneda de hoy US$ 332), aunque tres de esos dólares (en moneda de hoy US$ 50) irían para pagar derechos de aduana. Durante la ocupación alemana, Borge regresó a Dinamarca disfrazado de marinero para visitar a su madre moribunda.

## Llegada a Estados Unidos
Aunque a su llegada Borge no hablaba una palabra de inglés, aprendió rápidamente el idioma viendo películas y en poco tiempo se las arregló para adaptar sus bromas al paladar estadounidense. Adoptó el nombre de Victor Borge y en 1941 comenzó sus actuaciones en el show radial de Rudy Vallee, siendo posteriormente contratado por el entonces célebre Bing Crosby. De ahí en adelante, la fama de Borge creció rápidamente y llegó a participar en películas con figuras de la talla de Frank Sinatra (en Higher and higher). Como anfitrión del «Show de Victor Borge» (NBC,1946), desarrolló muchas de sus «marcas registradas», como anunciar repetidamente su deseo de tocar una obra para luego distraerse con alguna otra cosa, hacer comentarios y bromas respecto del público o discutir la conveniencia de usar el Vals del minuto de Chopin como cronómetro. O comenzar con una pieza bien conocida, por ejemplo la sonata Claro de luna de Beethoven, para luego seguir con alguna melodía popular como Noche y día de Cole Porter, o el tradicional Happy birthday.

## Estilo
Entre muchas otras famosas rutinas, Borge desarrolló la «Puntuación fonética», en la que leía un relato destacando la exacta puntuación (comas, puntos, signos de admiración, etc.) con exagerados sonidos onomatopéyicos. También está el «Lenguaje inflacionario», en el que aumentaba los números escondidos en el lenguaje (tomados literalmente o por como suenan). Un par de ejemplos en inglés: «once upon a time» como «twice upon a time», o «wonderful» como «twoderful». Un equivalente en español podría ser transformar «deme una dosis» en «deme una tresis», o «ni lo penséis» en «ni lo pensiete».
En su larga carrera, Borge tocó con y dirigió orquestas como la Orquesta Sinfónica de Chicago, la Orquesta Filarmónica de Nueva York y la Orquesta Filarmónica de Londres. Siempre modesto, se sintió honrado al ser invitado a dirigir la Orquesta Real Danesa en 1992.

## Últimos años
Victor Borge continuó con sus giras hasta avanzada edad, con un promedio anual de sesenta actuaciones cuando ya tenía 90 años.
Falleció a los 91 años, en su casa de Greenwich, Connecticut. Luego de una extensa carrera a lo largo de más de 75 años, murió plácidamente en el sueño al regresar de un concierto en su natal Dinamarca, a pocos meses del fallecimiento de su segunda esposa, Sanna Scraper. Cumpliendo con su última voluntad, sus cenizas se repartieron entre el Putnam Cemetery en Greenwich y el Western Jewish Cemetery en Copenhague.

## Honores
El asteroide (5634) Victorborge fue nombrado en su honor.